# ネバギバ 〜Never Give Up!〜
『ネバギバ 〜Never Give Up!〜』（ネバギバ ネバーギブアップ）は、20th Centuryの4枚目のシングル。

## 解説
2025年4月9日に配信版がリリースされた。
2025年6月25日に17年ぶりとなるCDシングルバージョンがリリースされた。

## 収録曲

### CD

#### ネバギ盤・ネ盤
※「俺たちの長野博」以降、ネバギ盤のみ収録。
1. ネバギバ 〜Never Give Up!〜 [3:59]
作詞・作曲：林田健司、編曲：CHOKKAKU[2]
  - 井ノ原快彦主演 テレビ朝日系ドラマ『特捜9 final season』主題歌
2. 夏のきっかけ [3:36]
作詞・作曲：江沼郁弥、編曲：江沼郁弥・山本幹宗
3. 俺たちの長野博 [3:10]
作詞・作曲：江沼郁弥・井ノ原快彦、編曲：江沼郁弥・山本幹宗
4. 愛する人へ [3:34] - 井ノ原快彦
作詞・作曲：井ノ原快彦、編曲：河本祐貴
  - 井ノ原快彦主演 テレビ朝日系ドラマ『特捜9 final season』最終回 挿入歌

#### ギ盤
1. ネバギバ 〜Never Give Up!〜
2. 俺たちの長野博

### DVD

#### ネ盤
1. ネバギバ 〜Never Give Up!〜 Music Video
2. Behind The Scenes

#### ギ盤
1. 夏のきっかけ Recording Ver. Video
2. 俺たちの長野博 Recording Ver. Video
3. 俺たちの長野博 Documentary ～この曲が俺たち3人を導いてくれた～